# Manuel Podestá

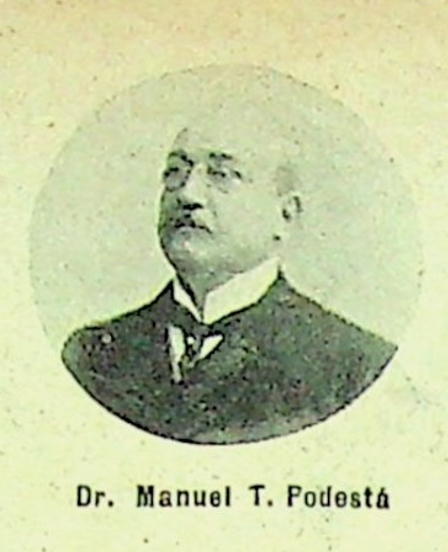
Manuel T Podestá en 1905.

Manuel T. Podestá (1853-1920), médico, funcionario, y escritor argentino, contemporáneo a Eugenio Cambaceres, es considerado junto con este último y otros de su época uno de los fundadores de la novela naturalista argentina. Formado y también docente en enfermedades mentales, a lo largo de su rica vida profesional se alejó de todos los puestos salvo el último, de médico del hospital de alienadas (hoy Moyano) en el que llegaría a director, y su primera novela, la más popular y casi la única que se recuerda, Irresponsable (disponible para descargar), fue tratada más que como una obra literaria como una estrategia para exponer su tesis, adhiriendo a la escuela italiana (pero no a la francesa) de que la irresponsabilidad es un deterioro cerebral con base genética, sobre un protagonista al que se niega en toda la obra a ponerle un nombre. Sus dos siguientes novelas, Alma de niña y Delfina, tuvieron poca repercusión y rápidamente fue olvidado como escritor, rescatándoselo en la actualidad por su valor histórico al marcar los orígenes de la novela naturalista argentina.

## Biografía
Nació en 1853, hijo de genoveses que llegaron al país con ciertos recursos y fueron fecundos y reconocidos socialmente, en 1867 entró al Colegio Nacional de Buenos Aires cursando en parte al mismo tiempo que Miguel Cané, el autor de Juvenilia, y se recibiría de médico en 1878. Tuvo una rica vida como médico, a los 20 años ya era jefe de clínica quirúrgica en el antiguo Hospital de Hombres, y desde que se recibió hasta 1880 fue docente universitario como sustituto en la Cátedra de Patología Interna, Enfermedades Mentales y de Niños. En esa época también fue elegido subdirector de los hospitales municipales. Cuenta en una biografía de la época: "Los servicios sanitarios -nos cuenta él mismo- no andaban en aquel entonces muy ajustados que digamos al sentido común. Imagínese que bajo el mismo techo se asistían los enfermos de viruela y los atacados de afecciones comunes que no cabían en el Hospital de Hombres, lleno de enfermos, pululante de microbios, saturado de miserias. Tenía entonces el pomposo título de médico subdirector de todos los hospitales municipales... de los que no existían sino uno y medio, pues el de San Roque estaba a la mitad no sé por qué dificultades, falta de fondos, falta de voluntad... La revolución del 80 me desalojó del puesto. Mejor dicho: renuncié harto de muchas cosas que me ocasionaban una indigestión diaria y me hacían más mala sangre que la de todos los enfermos juntos".
En 1883 ingresaría a la Legislatura como diputado hasta 1889. Su carrera política fue "anémica y breve". Fue su vida como funcionario la que le permitió gestar sus primeros escritos, entre los que se encuentra su novela con más repercusión, Irresponsable, publicada en forma de folletín en un diario popular en la época a lo largo de 5 entregas en el año 1889, y que fue tratada por los lectores más que como una obra literaria como una estrategia para exponer su tesis, adhiriendo a la escuela italiana (pero no a la francesa) de que la irresponsabilidad es un deterioro cerebral con base genética, demostrada en un protagonista al que se niega en toda la obra a ponerle un nombre La obra valorada solo en parte por su valor literario, suscitó inmediatamente encendidos intercambios con otros médicos y con juristas de la época, notablemente con José María Ramos Mejía y Norberto Piñero, en forma de cartas abiertas en los diarios de tirada popular, como se estilaba en el momento.
Fue médico del Hospital Italiano donde llegó a jefe de servicio de enfermedades internas y recibiría un título honorífico al final de su carrera, y también participó en el Departamento Nacional de Higiene donde llegó a vicepresidente. Su último cargo, y el único que conservó en sus últimos años, fue el de médico de sala del Hospital Nacional de Alienadas, en donde fue director desde 1905.
Gran señor burgués y rodeado de una abundante clientela como médico, moriría en 1920, "soltero y casi setentón. Lo despidió en el cementerio una enorme multitud muy calificada y elegante en la que no se veían escritores".
Su novela Irresponsable que sufriera varias reediciones en vida del escritor, se editó por última vez en 1926, después de lo cual sus obras desaparecen del panorama editorial.

## Obras literarias
- 1886. "Cuadros del Natural", dos apuntes costumbristas publicados en las columnas de La Nación (23 de noviembre de 1886) donde resume sus experiencias como médico de la comunidad italiana en Buenos Aires: sus escenarios son el barrio de La Boca, los conventillos, el cólera.[1]
- 1889. Irresponsable (disponible para descargar[2]), primero editado en columnas del diario La Tribuna Nacional y luego en formato libro. Organizado en forma de episodios deshilvanados entre sí y separados en el tiempo, en los que sucesivamente el autor o sus allegados se encontrarían con el mismo personaje central. "El innominado personaje central es visto primero en la quiebra de su vida académica, luego en la de su vida sentimental, más tarde en la de su personalidad moral, sus convicciones políticas, sus relaciones con la sociedad. [...] Temperamental, autobiográfica en cierto grado, arbitraria en sus procedimientos, desprolija quizás, Irresponsable contiene [...] los gérmenes de una gran novela. Irrumpe en el sistema de la literatura, se significa inmediatamente como un no-seriable, e incorpora una nueva manera de novelar, casi sin antecedencia, sin duda sin descendencia".[1] Hoy se rescata como uno de los libros fundacionales del naturalismo en Argentina.[1]
- 1890. Matucha. El diario La Nación publica el primer capítulo a fines de ese año, que nunca llegó a publicarse y hoy se encuentra perdida.[1]
- 1892. Alma de niña (disponible para descargar[2]), publicada como folletines en el diario La Tribuna y luego en ese mismo año como libro.
- 1903. La "Biblioteca de la Nación" que en ese momento estaba editando una colección de "tributo a las letras argentinas",[1] en su volumen 100 reedita en un solo tomo Alma de Niña e Irresponsable, con una introducción sin firmar que defiende las capacidades del médico como observador y psicólogo (disponible para descargar[2]). Este tomo fue reeditado en 1905,[2] en 1909,[1] y alguna vez más sin indicación de año.
- 1917. Delfina (disponible para descargar[4]), publicado por la Biblioteca de La Nación luego de un largo período sin dar señales de actividad literaria, la que parece ser la única edición del libro, y en la que la crítica repite las mismas consideraciones hechas para Alma de niña.[1]
- 1926. La editorial "Minerva" reedita Irresponsable, siendo la última vez que una editorial se ocupa del autor.[1]